# Бой при Серро-де-Паско
Бой при Серро-де-Паско (исп. Batalla de Cerro de Pasco) — боевое столкновение, произошедшее 6 декабря 1820 года в ходе Освободительной экспедиции во время Войны за независимость Перу. Колонна генерала-патриота Хуана Антонио Альвареса де Ареналеса разбила дивизию роялистов под командованием бригадного генерала Диего О'Рейли. Победа Ареналеса означала, что его отряд смог вернуться на побережье и присоединиться к армии Хосе де Сан-Мартина.
После высадки 7 декабря в заливе Паракас генерал Сан-Мартин послал в горные районы Перу (Сьерру) колонну под командованием генерала Хуана Антонио Альвареса де Ареналеса с целью расширения зоны освободительной войны. За два месяца колонна провела рейд по долинам Западной Сьерры, одержала несколько побед над силами роялистов и временно овладели такими городами, как Наска, Уаманга, Хауха, Тарма.

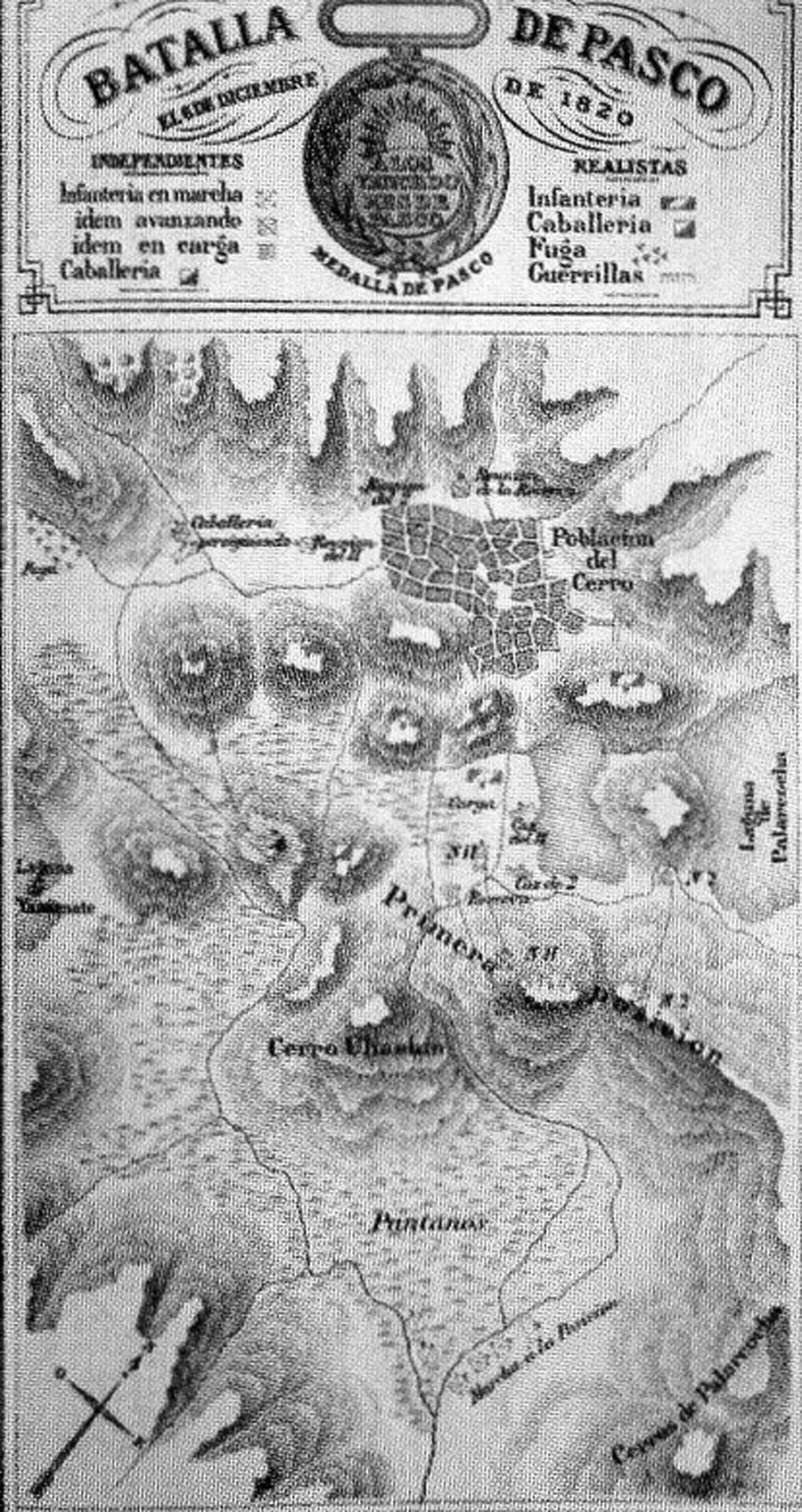
Карта боя при Серро-де-Паско

Вице-король Песуэла послал из Лимы в сторону Серро-де-Паско дивизию под командованием Диего О'Рейли, чтобы отрезать отряд Ареналеса, когда он возвращался к побережью (Косте), чтобы соединиться с главными силами армии Сан-Мартина, располагавшимися в Уауре. Роялисты подошли к Серро-де-Паско и заняли перед ним позицию, на левым фланге прикрывшись лагуной, в центре с двумя артиллерийскими орудиями — за оврагом; крайним правым крылом роялистов были ополченцы драгуны и уланы.
Тем временем Ареналес, уже пополнивший свои войска патриотами из долины, так называемыми монтонерос, двинулся со своей колонной и прибыл к Паско 5 декабря, приступив к рекогносцировке и подготовке к бою на следующий день. 
На рассвете 6 декабря генерал приказал своим войскам с четырьмя горными пушками покинуть лагерь и направиться к позициям противника, двигаясь в течение трех часов. Шёл густой и обильный снег, который затруднил марш пехоты патриотов и снизил видимость. К тому времени, когда снег прекратился, колонна Ареналеса к 10 часов утра заняла высоты перед городом так, что линия фронта проходила к юго-западу от города, расположенного в низине. Для боя Ареналес построил свою дивизию в три колонны и атаковал первым.
Чилийский батальон совершал обход лагуны и атаковал во фланг роялистский батальон «Конкордия». Аргентинский батальон с двумя артиллерийскими орудиями и при поддержке конных гренадер пошёл через овраг в атаку на батальон «Талавера». Подвергшись в центре штыковой атаке и обойденные с фланга, роялисты построили каре и стали отступать к городу, а затем рассеялись и бежали. Во время последовавшей за этим погоне роялистский полковник Санта-Крус, будущий президент Перу, и его кавалерийское подразделение перешли на сторону патриотов. Бой едва продлился чуть больше трёх четвертей часа.
Роялисты потеряли 83 человек убитыми и 422 пленными, включая своего командира генерала О'Рейли. Победа позволила патриотам возобновить сообщение между Ареналесом и Сан-Мартином и дала толчок восстанию в Уанкайо. 